# Jean Dèche
Jean Dèche est un homme politique français né le 18 septembre 1855 à Granges (Lot-et-Garonne) et décédé le 1er octobre 1940 à Calonges (Lot-et-Garonne).

## Biographie
Docteur en médecine en 1892, il s'installe à Calonges où il gère aussi ses propriétés. Maire de Calonges, conseiller général et député de Lot-et-Garonne de 1902 à 1906, inscrit au groupe républicain nationaliste. 

## Sources
- « Jean Dèche », dans le Dictionnaire des parlementaires français (1889-1940), sous la direction de Jean Jolly, PUF, 1960 [détail de l’édition]